# Scuola bolognese dei glossatori

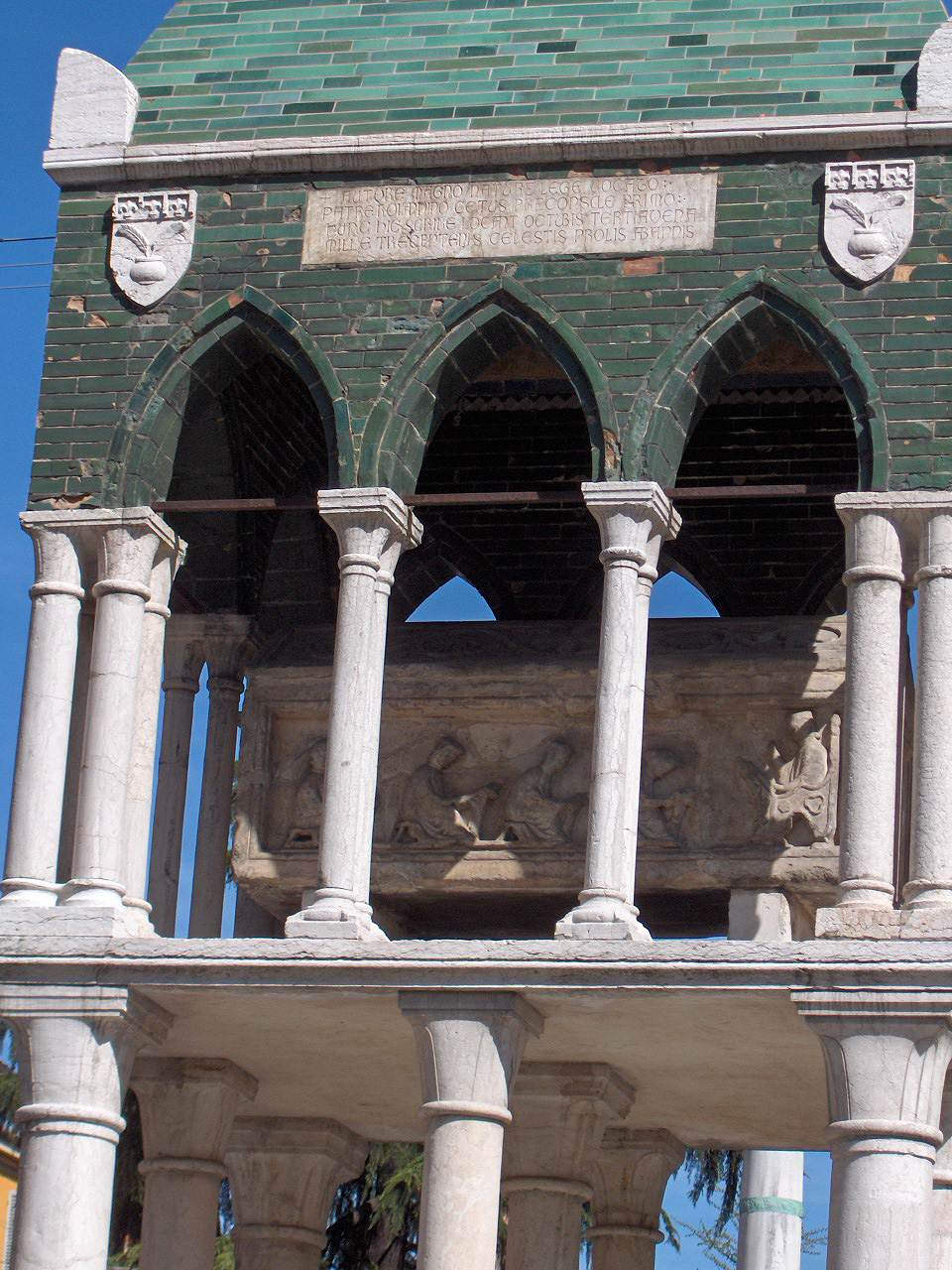
La tomba di Rolandino de' Passaggeri in piazza San Domenico a Bologna.

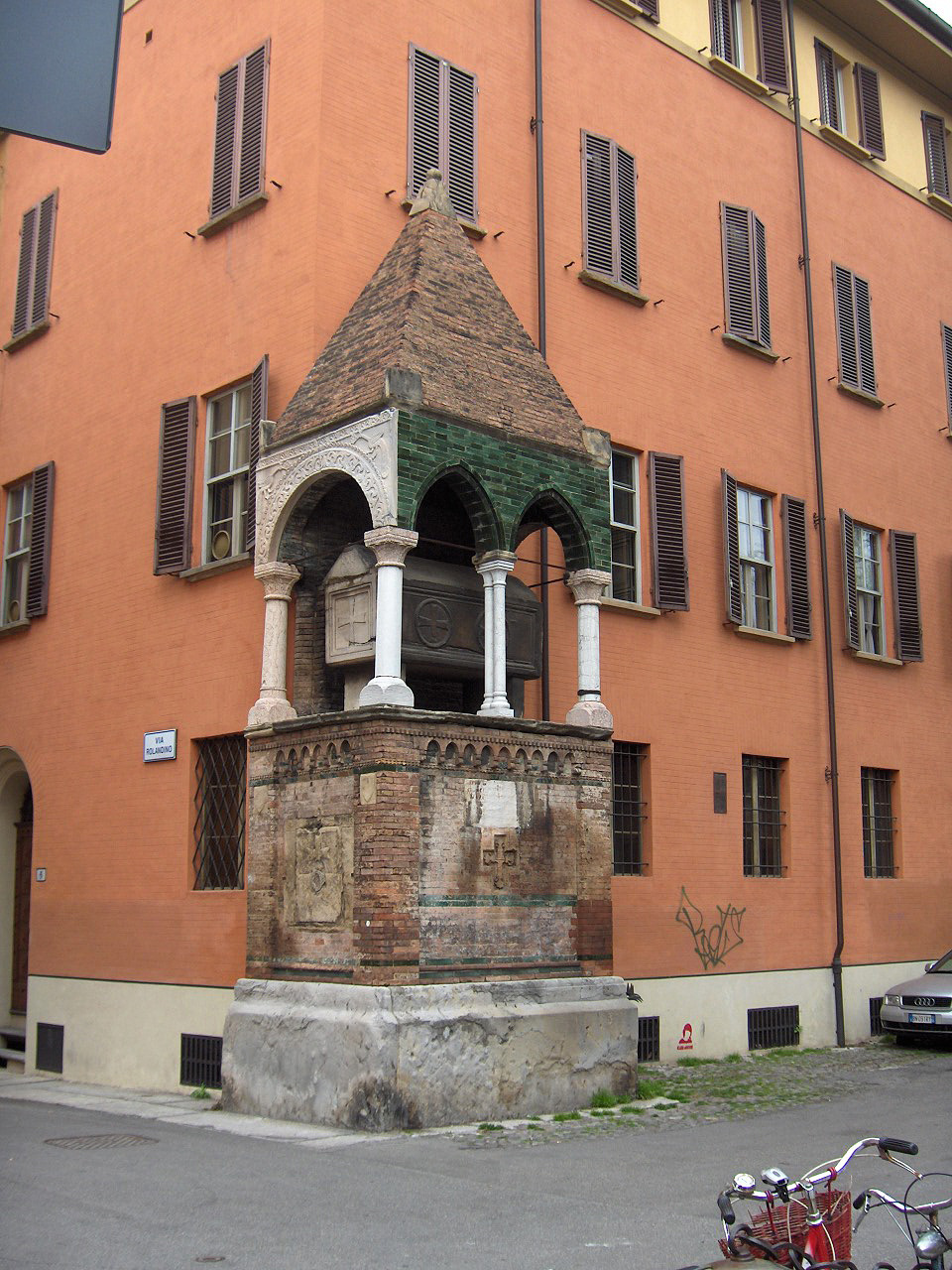
Tomba di Egidio Foscherari, in piazza San Domenico.

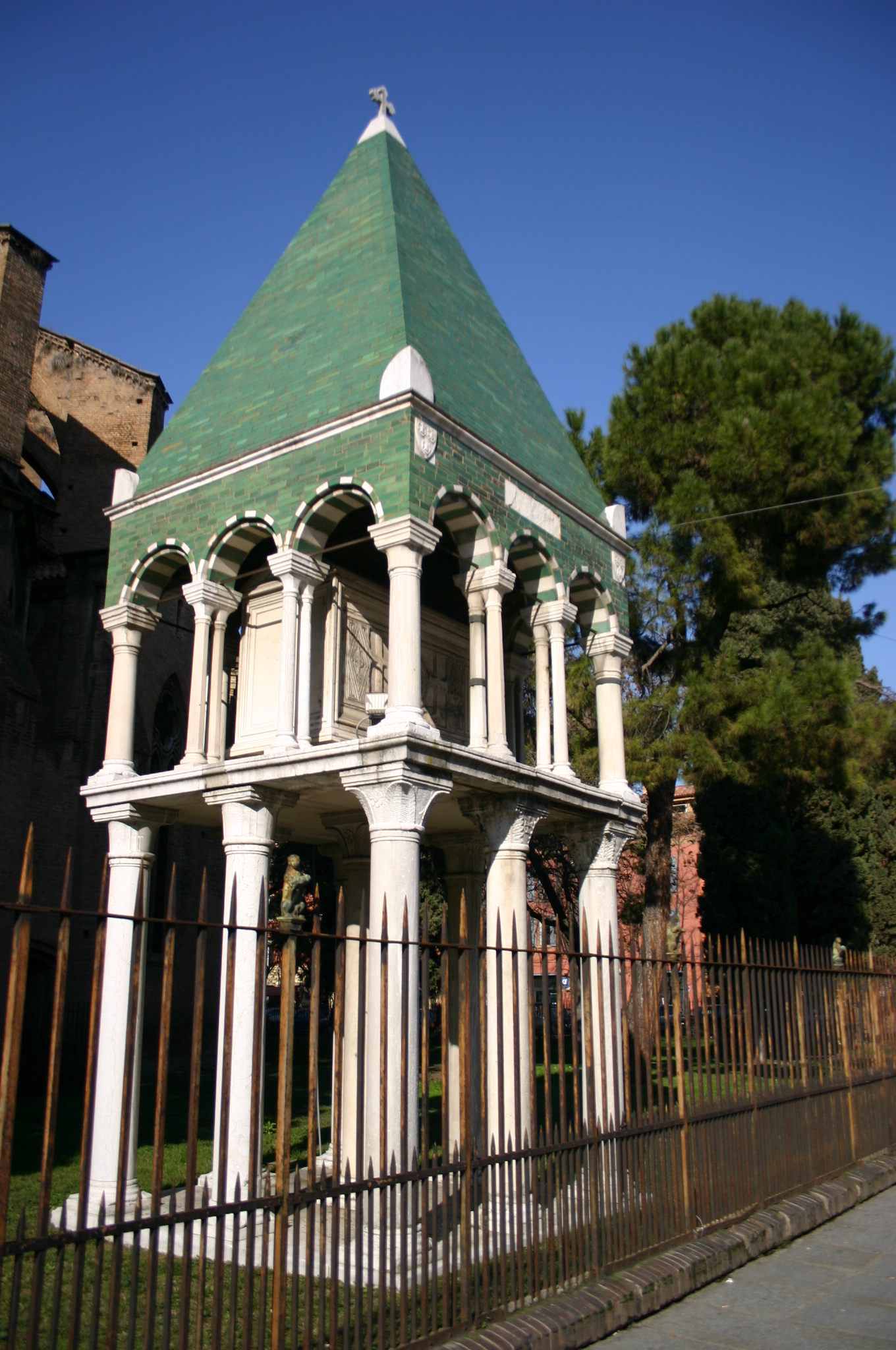
Arca di Odofredo presso la basilica di San Francesco.

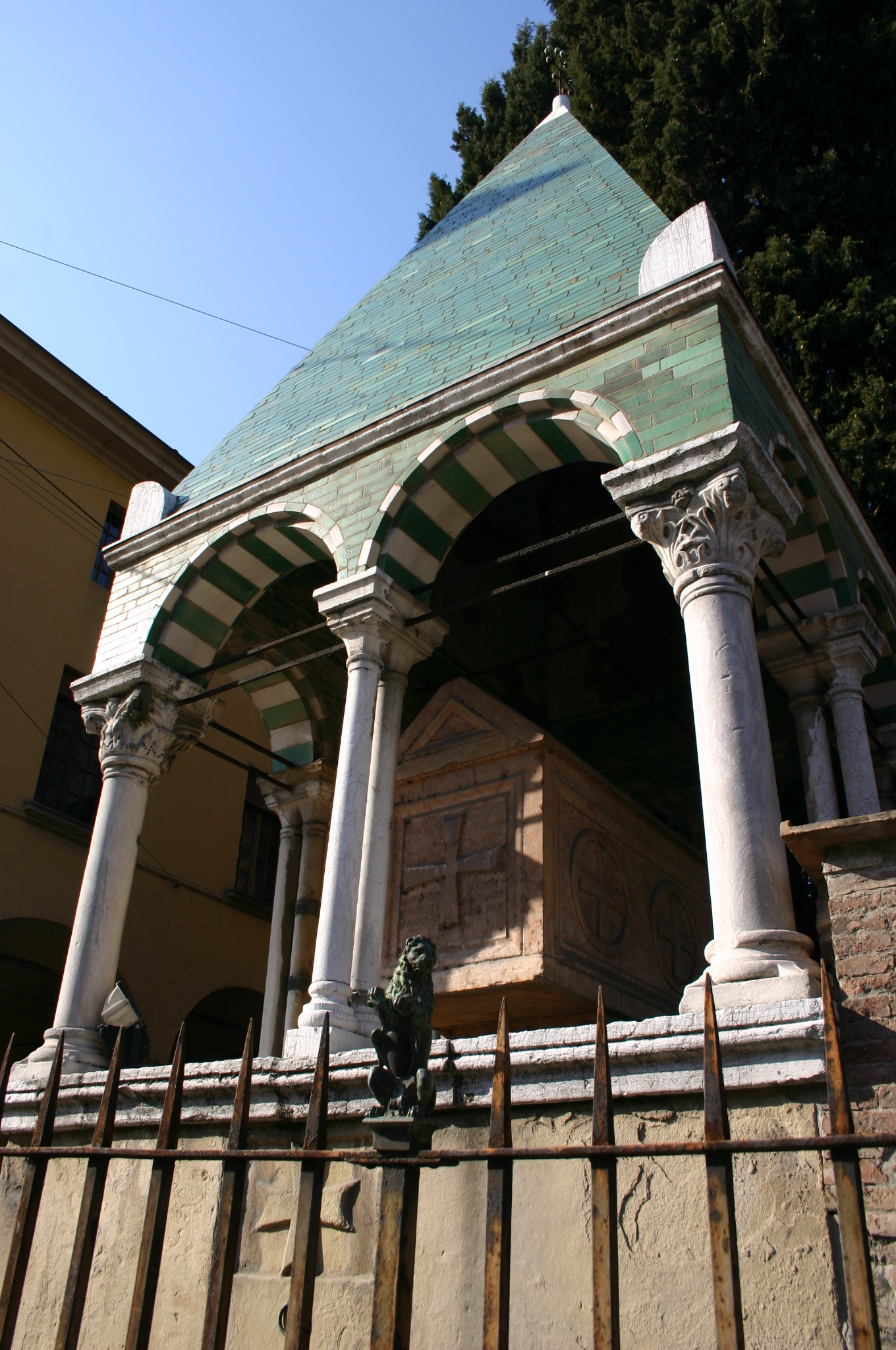
Arca di Accursio, presso San Francesco

La scuola bolognese dei glossatori, o anche scuola di Bologna, è stata una scuola di giuristi e studiosi attiva in Bologna tra il XI-XII secolo che ricostruì l'opera di Giustiniano I, il Corpus iuris civilis, e ne fece quindi un'analisi approfondita, riscoprendo e reinterpretando i testi classici.

## Il periodo pre-irneriano
A Bologna, prima di Irnerio, un certo Pepo o Pepone, secondo un racconto del glossatore Odofredo, nella seconda metà dell'XI secolo avrebbe cominciato a dare lezioni di diritto romano, di sua iniziativa (de auctoritate sua). Pepo, peraltro, sempre secondo questo racconto, non conseguì col suo insegnamento alcuna fama (nullius nominis fuit); ricevette però le lodi di un maestro inglese di arti liberali che ebbe cattedra a Parigi, Radulfus Niger (Rodolfo il Nero), che lo definì addirittura aurora surgens per aver determinato la rinascita dello studio del diritto romano e della scienza romanistica.
La prima Summa delle Istituzioni giustinianee, scritta in Provenza nella prima metà del XII secolo, contiene una sola citazione dottrinale e fa il solo nome di Pepo. Sul fatto che Pepo fosse docente di diritto romano a Bologna non vi è nessun indizio né tanto meno prove storiche; del resto egli fu molto più conosciuto in Francia (e specialmente in Provenza) piuttosto che in Italia.
Un giudice Pepo prese parte in un placito dell'XI secolo (in cui era presente l'imperatore Enrico IV), il cosiddetto "placito lombardo"; nell'occasione egli sostenne la necessità di punire con la morte un uomo colpevole di aver ucciso un servo, argomentando sul presupposto della naturale eguaglianza fra gli uomini.
Nel "Placito di Marturi", invece, un Pepo difende un monastero dalle pretese di nobili locali che si rifiutavano di rilasciare dei beni lasciati in eredità ai monaci da un membro della famiglia. Cita un passo ulpianeo del Digesto per sostenere che la denegata giustizia consente il reintegro nel possesso (l'impossibilità di trovare un giudice aveva permesso che trascorresse il tempo necessario per la prescrizione).
Un'ipotesi formulata da Piero Fiorelli negli anni settanta del Novecento vorrebbe identificare Pepo con quel Pietro che fu vescovo scismatico di Bologna dal 1085 in poi.

## Nascita e sviluppo della scuola
Narrano le cronache che il celebre Studium bolognese non abbia mai avuto una sede stabile fino alla metà del XVI secolo e che gli antichi dottori tenessero le loro letture nelle proprie case o in sale prese in locazione dal Comune: ad esempio in Porta Nuova, nell'antica sede del Comune di Bologna o nelle antiche vie delle Asse dei Gargiolari per le scuole di medicina e di Arti, e nelle vie S. Mamolo e dei Libri (via Farini) per le scuole di legge.
Mentre in altre situazioni, per esempio a Parigi, le origini dell'Università furono legate alla Chiesa e all'autorità monarchica, a Bologna lo Studium rappresentò un esempio di scuola laica, basata su uno stretto rapporto tra studenti e Comune. La vita dell'Università è sempre stata strettamente legata a quella della città. Il primo maestro che lesse in pubblico i testi giustinianei e divulgò il risultato dell'analisi svolta su di essi fu Irnerio - definito da Odofredo come lucerna iuris qui coepit per se studere ... et studendo coepit docere in legibus, che la tradizione indica quale precursore e fondatore della scuola bolognese, alla fine dell'XI secolo.
Fu notevole l'accorrere di studenti, provenienti da tutta Europa, per poter assistere alle lecturae dei professori e per ascoltare il maestro che "rivelava" questi testi misteriosi, da secoli dimenticati, mortificati e avviliti dalla cultura alto-medievale. Così nacque la prima universitas della storia: fu proprio lo studio del diritto, organizzato secondo basi scientifiche, a dar vita ad una struttura stabile - dotata di uffici, magistrature, statuti - sorta grazie alla spontanea associazione di scholares.
La risonanza dello Studium del diritto fu tale che, già nei secoli XII e XIII, l'ordinamento universitario bolognese era articolato in due universitas : una dei Citramontani, composta dalle quattro nationes dei Lombardi, Toscani, Romani e Campani; l'altra degli Ultramontani, che raggruppava ben tredici nationes europee.
I quattro "dottori" discepoli di Irnerio, ossia Bulgaro, Martino, Hugo e Jacopo, furono considerati tanto autorevoli da essere chiamati come consiglieri dell'imperatore nella dieta di Roncaglia (1158). Alla solidarietà accademica tra scolari e maestri della scuola bolognese è legata l'emanazione, a opera di Federico Barbarossa, della costituzione imperiale nota come Authentica Habita; questo atto, promulgato all'incirca nel 1155-1158, stabilì immunità e privilegi speciali in favore di studenti fuori sede di diritto romano presso la scuola giuridica dello Studium bolognese.
Il risultato centrale dell'attività di Irnerio e i suoi discepoli consistette nella trasformazione di un testo, antico di secoli e dimenticato, in una normativa vigente e suscettibile di immediata applicazione. Attraverso l'opera di interpretazione del testo, in chiave altamente libera e creativa, la Scuola di Bologna intese adattare a fattispecie concrete norme che in origine avevano una differente funzione, ricollegandovi scopi attuali che tali norme di per sé non possedevano.

## IlCorpus Iuris
Il Corpus Iuris si divide in 5 volumi, di cui:
- i primi tre raccolgono il cosiddetto Digesto (Vetus, Infortiatum, Novum).
Il vetus, il primo ad essere ritrovato, e il novum sono gli unici ad essere citati prima del XII secolo. L'Infortiatum sarebbe stato ritrovato e rimaneggiato da Irnerio che, a fronte di questa scoperta da lui ritenuta importantissima, avrebbe detto: “ius nostrum infortiatum est” (è incerto se il nome derivi da fors, sorte, fortuna, alludendo alla scoperta fortuita, o da fortitudo, forza, intendendo che il diritto intero risultava rafforzato dalla scoperta). Il Digestum appariva il più importante perché vi erano contenute le sentenze dei grandi giuristi - Papiniano, Paolo, Ulpiano, Modestino - considerati i veri maestri del diritto, un modello insuperato di analisi e di tecnica giuridica;
- Il IV volume è denominato semplicemente Codex;
- il V e ultimo volume contiene: i quattro libri delle Institutiones, i Tres Libri finali del Codex e le novelle Authenticum (delle 134 novelle originali, i glossatori per il loro studio ne accolgono solamente 97).

Furono apportate delle modifiche dopo la metà del XIII secolo, inserendo le costituzioni degli imperatori romano-germanici, il trattato di Costanza, i Libri feudorum che si richiamarono alle consuetudini feudali e la "Lombarda", una raccolta di leggi longobardo-franche.
Ludovico Antonio Muratori definisce l'opera dei glossatori sul Corpus Iuris "immane" e soprattutto un'opera fatta su un libro “caduto dal cielo”: i testi contenevano sostanzialmente il diritto con la D maiuscola, fornendo così il succo di tutta una “legalis sapientia”.

## I Glossatori
Poiché i giuristi annotavano i testi con numerose glosse, presero il nome di Glossatori. Glossa non è altro che l'elementare e immediato chiarimento che il professore apporta alla “litera” del testo giuridico durante la “lectura” che ne fa agli studenti.
Le glosse potevano essere più o meno semplici, a carattere interpretativo o grammaticale, con strutture complicate oppure semplici, con annotazioni a fronte, a margine, a retro, o fra le righe del testo. Ciò rendeva importante l'oggetto del testo, perché il Corpus giustinianeo è un complesso reticolato di regole e precetti molto spesso intersecantisi.
Altre glosse aggruppano addirittura interi pensieri e interpretazioni su ragionamenti giuridici, soprattutto quando si tratta di glosse apposte ad un titolo.
È proprio nella glossa che trovano, in genere, la loro embrionale base di sviluppo altri generi letterari utilizzati dai glossatori nella fase saliente del loro lavoro interpretativo

## Altri strumenti di lavoro dei Glossatori
I Glossatori utilizzavano anche altri strumenti per intervenire sui testi classici:
- le distinctiones costituivano una scomposizione analitica del punto di diritto, esaminate in una serie articolata di sottoproposizioni speciali e autonome, ciascuna delle quali riflette un distinto aspetto sotto cui quel punto può essere considerato. Non raramente il procedimento di distinctio (di cui si intuisce l'enorme produttività creativa) assumeva graficamente la forma di tabella;
- le regulae iuris (o generalia, o brocarda), che racchiudono regole, principi e dogmi giuridici fondamentali in sintetiche e incisive frasi;
- i casus, cioè rappresentazioni di fattispecie pratiche a titolo esemplificativo, cui la norma può essere applicata. In seguito, i casus vennero utilizzati come vera e propria palestra per la costruzione di complesse configurazioni teorico-interpretative;
- le dissensiones dominorum, con cui si specificavano le diverse e opposte soluzioni proposte dai vari maestri in merito ai più noti e discussi problemi;
- le quaestiones, caratteristica forma letteraria del procedimento scolastico, attraverso la quale il legum doctor poneva il problema giuridico, enumerava i testi e le ragioni che militano a favore e contro una certa soluzione, ed esponeva infine la propria conclusiva interpretazione (solutio);
- le summae, che rappresentavano l'espressione più tipica del lavoro sintetico e sistematico dei giuristi bolognesi, vale a dire la loro capacità di dominare il testo dall'alto. Si tratta d'opere in cui è condensata in modo pregnante l'intera sostanza di un titolo, di un libro o di un argomento. Nella loro forma più robusta, le summae dei glossatori racchiudono addirittura una parte della compilazione giustinianea, di preferenza il Codice. In particolare, in quest'operazione il Codex rappresentava un'intelaiatura precostituita nella quale veniva racchiusa una vera e propria trattazione generale, che derivava dalla messa a frutto dell'intero Corpus Iuris.

Con la Scuola di Bologna, lo studio del diritto si profila per la prima volta come materia autonoma anziché come materia inglobata nell'insegnamento delle materie del trivio e del quadrivio.

## Maestri Glossatori
I maggiori esponenti della Scuola di Bologna furono Irnerio ed Accursio.
Per capire di quanto prestigio sociale a Bologna godessero i lectores dello Studium, cioè i professori dell'università, basta tenere conto della loro preminenza nella vita pubblica cittadina dell'epoca e delle numerose tombe che - in una città con pochissime statue - popolano queste piazze: le tombe del legista Accursio e del figlio Francesco d'Accursio, del giurista Odofredo e di Rolandino dei Romanzi in piazza San Francesco; quelle di Egidio Foscherari e di Rolandino de' Passeggeri - rappresentato assieme ai suoi scolari durante la lezione - nella piazza San Domenico.
Un altro glossatore bolognese fu Alberico di Porta Ravegnana.
Il primo canonista di origine britannica a insegnare alla scuola di Bologna fu Richard de Morins (Ricardus Anglicus).